# Жонатан да Сілва Ліма
Жонатан да Сілва Ліма або просто Жонатан (порт.-браз. Jonatan da Silva Lima, нар. 4 січня 1992, Салвадор, Баїя, Бразилія) — бразильський футболіст, опорний півзахисник.

## Життєпис
Вихованець «Корінтіанса» (Сан-Паулу). Дорослу футбольну кар'єру розпочав 2011 року в складі клубу «Фламенго» (Гуарільюс). Наступного року перейшов до клубу «Гуаратінгета» з Серії B. У 2013 році виступав у клубі «СЕР Кашиас». Потім перейшов до «Ікаси», але за підсумками сезону команда посіла 18-е місце та вилетіла до Серії C. У 2015 році перейшов до «Ітуано», за який у 2016 році провів 1 поєдинок у Серії B. Потім перейшов у «Веранополіс». У 2017 році також захищав кольори клубів «Португеза Деспортос» та «Крісіума».
Сезон 2018 року розпочав у складі «Греміо Новорізонтіно», але вже влітку того ж року тренувався з новачком УПЛ, ФК «Львів», з яким 18 серпня підписав 4-річний контракт.
Дебютував у футболці «городян» того ж дня, у програному (0:2) домашньому поєдинку 5-о туру Прем'єр-ліги проти донецького «Шахтаря». Жонатан вийшов на поле на 68-й хвилині, замінивши Максима Каленчука. Загалом за перший сезон в команді він зіграв 16 матчів, в останньому з яких в березні 2019 року отримав травму й відправився лікуватися до Бразилії.
Відновився лише на початку 2020 року і до закінчення сезону 2019/20, встиг зіграти в шести матчах й отримати червону картку в безгольовому дербі проти «Карпат». В липні 2020 року покинув команду у статусі вільного агента.
У тому ж році підписав контракт з «Кременем», за який у підсумку зіграв 9 матчів.
11 січня 2021 року на правах вільного агента підписав контракт з друголіговим «Аль-Месайміром», проте за клуб у чемпіонаті так і не дебютував. Єдиний раз Ліма з'явився на полі у футболці катарського клубу 24 квітня, вийшовши у стартовому складі на матч Кубку Футбольної Асоціації Катару (англ. Qatar Football Association Cup) проти «Аль-Мархії».
Вже у серпні того ж року півзахисник став гравцем «Кіфісії» з другого рівня грецької Суперліги.

## Особисте життя
2017 року Жонатан разом з братом створив бренд одягу «Tudo Tranquilo». Компанія створює одяг і для чоловіків, і для жінок. Переважно у вільному кежуал або спортивному стилі. Спочатку бренд існував лише в інтернеті, але згодом відкрили й великий офлайн-магазин. Серед відомих гравців, які носять цей бренд — Неймар, Роналдінью, Вілліан та ряд інших футболістів та баскетболістів.

## Досягнення
- Фіналіст Копа Пауліста (1): 2015